# Hip hop en la República Dominicana
El hip hop es un movimiento cultural y artístico que llegó a República Dominicana a finales de los años 80.

## Inicios e influencias
El hip hop en la República Dominicana comenzó a finales de la década de los 80 gracias al boom del rapero Vico C y demás artistas de Puerto Rico. El primer tema de rap dominicano y a su vez uno de los primeros grabados en español, titulado "Ven Acá" por el arreglista dominicano Jorge Taveras e interpretado por los comediantes Freddy Beras-Goico y Felipe Polanco en 1979. Posterior a ello, surgió el Merenrap con el tema musical "El Jardinero" de Wilfrido Vargas que tenía un verso de rap por Eddy Herrera.
El hip hop también comenzó a ser muy popular entre los dominicanos que vivían en los EE. UU. José Santana, también conocido como Big Daddy, quien luego se llamó BigDaddyouu, fue, junto al Grupo Unido, pionero en la zona este del país desde 1985. José Santana visitaba la ciudad de Nueva York para luego llevar la influencia de los afroamericanos a la isla. Comenzó a llevar música en casetes de los raperos estadounidenses, lo que motivó a muchos jóvenes en la República Dominicana a adentrarse en esta cultura.
Con el estreno de películas como Flashdance, Beat Street y Breakin', lo que es el break dance comenzó a fomentarse más, influyendo a la juventud dominicana.
En esa época, a finales de los 80, se organizó un concurso radial llamado Viva Rap '89, creado por el en ese tiempo muy mencionado Frank Moya (Super Frank) que para ese tiempo estaba en Viva FM 94.1. Este concurso, sin lugar a dudas fue la explosión inmediata del rap dominicano, que básicamente consistía en crear jingles o temas exclusivos para la emisora en modo de rap con acompañamientos musical de beat box. Por lo tanto, la importancia de este concurso no era solo la lírica o el flow, sino también el acompañamiento de beat box. El concurso era un trabajo en conjunto recorriendo todos los barrios, hasta que al final fue un total éxito, en el cual participaron cientos de grupos de todo Santo Domingo. Dicho concurso ganó el grupo Los Mina con su canción "Alkapone Rap" compuesto por Ito Ogami y Ulises & Figurín. El segundo lugar lo ocupó el grupo del ensanche Luperon West And Force de Fausto "Don J", Ucho Beat Box y Eliécer "Yo' Kool" y el tercer lugar lo obtuvo Kool Criminals integrado por Jonás Muvdi, Richard el Black, Dj Pablo Cop, Cesarock, René Vicioso y Alex Mc Power, grupo formado por jóvenes de Villa Francisca, Zona Colonial y los kilómetros de la Avenida Independencia. La única mujer en participar fue Jay Key "La Jeva Del Caché" de Los Mina con su esposo Mr. Magic, los famosísimos BMCP de La Cobra, Born Mc y Eury Uzi, también el más famoso grupo de Herrera Black Wave de Jo-Jeovanny y Alfredito Cash Rap, (más conocido como Dery Dery o Daddy Did It en Nueva York), MC Possee de DJ Raimond, Mc Omar, Papo MC, quien después formaría el famoso dúo de Sandy y Papo y Vladimir Dotel. El único grupo del exterior de la capital en participar en este evento fue "Holiday Rap", compuesto por Chucho y Chichi de San Pedro de Macorís.

### 1990 - 2000
En los años 90 continuaba la "Fiebre de Rapear", bailando y festejando en las calles, así como en algunos centros, la mayoría de estos jóvenes Mcs eran provenientes de barrios con bajos recursos, no tenían la posibilidad de ir a un buen estudio de grabación y gran parte de los ingenieros de sonido profesionales en esa época no podían captar el concepto o estilo musical del género que estaba surgiendo, así que estos Mcs tenían que hacer sus propias grabaciones en estudios caseros improvisados a los cuales llamaban laboratorios. jóvenes como Henry Rafael Acevedo aka Henry Fuerza Delta y Manuel del grupo Mc Connection, fueron de los primeros que se atrevieron con limitada preparación sobre la base de la grabación y producción a realizar temas y producciones a estos grupos y Mcs, solo con una casetera, plato, mixer, sampler y un micrófono cualquiera, estos sirvieron de gran ayuda en la parte económica para estos muchachos que luchaban por alcanzar un sueño , muchas de estas grabaciones comenzaron a sonar en las primeras radios del país que empezaron apoyar este género.
En 1992, surge un programa radial llamado Potencial Rap que fue transmitido por La Bulla 88.5 FM, donde solo se transmitía música RAP. En esta emisora, fue donde sonaron por primera vez los temas de los Grupos locales que para esa época ya andaban en las calles. Este programa tuvo una duración de 6 años (1992-1998) y entre sus productores están, carlos 2 Hype, Mistyco, Junior Polanco, Manuel Connection, Your Bass B Boy, Papi Sánchez, Alex Cool J, Renegado Lex.
En 1995, el rap local llegó a sufrir una especie de parálisis por la pérdida de la mayoría de los grupos, dado que sus integrantes se dedicaban a grabar todo tipo de género para así poder comercializarse y conseguir dinero. Esta decisión de la gran mayoría de estos Mcs, hizo que durante un tiempo el Hip Hop Dominicano, no tuviera esperanza de renacer, aunque entre muchos fundadores del movimiento en el país nunca se perdió la esperanza de que vuelva a la cima como en los tiempo pasados, pues todavía había grupos en la escena haciendo buen Rap como era el caso de "Campamento Revolucionario", "Monopolio", "Circulo de la Muerte", "Vieja Guardia", y "Charles Family". Este último, en ese momento, encabezados por Dj Strike One, Ito Ogamy y Dr. Patron, Alex X, Latinos Unidos (ahora integrantes de Sánchez Family). MCD, Los Crudos, Tribu Rebelde, etc. Algunos de esos grupos mencionados tenían problemas musicales que, al final, terminaron en problemas en las diferentes presentaciones. Esa fue una de las razones por la cual el hip hop dominicano para aquel tiempo no fue tan bien aceptado. Pasaron varios años en los que el hip hop dominicano no tenía mucha aceptación.

### 2000-actualidad
Alrededor del 2000 han surgido cientos de grupos no solo en Santo Domingo, sino en todo el país, encabezando estos: La Cooperativa Empresarial "Lo Correcto", entre los que se mencionan Ovni (Rapero) , Sin Fin , Beethoven Villaman , Faqundo Gonzalez, Básico, entre otros. Reuniendo a algunos Mcs, viejos, y algunos pocos nuevos para dar así lo que para más o menos el 2003 era el grupo más mencionado y apoyado en las calles de República Dominicana. Estos tuvieron algunos temas que han sido unos de los más populares de rap dominicano a nivel nacional. El renglón cristiano también ha incursionado notablemente en este periodo, con raperos como Redimi2, Ariel Kelly, 3C (La Botella, Dinero y Padrino), Lógico777, Romy Ram, Henry G, entre otros, se han hechos muy visibles.
El tema «Soy del Medio» y «Tumbao», recorrieron muchos barrios y muchos radios de la República Dominicana. Durante todo ese transcurso de 2003 a 2005 surgieron una gran cantidad de grupos, además de que salieron al aire grupos que habían estado desconectados por una u otra razón, dándole así al hip hop dominicano la esencia de saborear lo que hasta esa época se veía por muchos como la mejor época del rap dominicano. Así empezaron a llevarse a cabo, concursos de freestyle en la televisión; «Dímelo Rapiando», además de la aceptación inmensa que recibieron los temas «Capea el Dough» del Lápiz Conciente (El Papá del Rap) y Toxic Crow (la máquina de cotorra) que fueron los rap más sonados en la radio dominicana, y en los barrios de todo el país. Así mismo poco a poco se ha visto que en estos últimos años han surgido muchos Hits, que han tomado gran aceptación del público, entre estas, están: Atento A Mi (Mush Up Musical), No Me De Cotorra (Anteriormente "Se partió El Lápiz"), entre otras.
Este periodo se caracteriza por la gran crecimiento de este género en la República Dominicana, ya que en estos últimos años el hip hop en el país ha revolucionado tanto que muchos artistas de este género han renovado sus letras para dejar el egocentrismo, violencia, lenguaje soez, además de dar un efecto positivo con amor (músicas románticas), motivaciones y la jocosidad de los barrios. Esto ha llevado a muchos de sus intérpretes a presentarse en grandes e importantes eventos de la música dominicana, como lo son: Festival Presidente, Fiestas Telemicro, entre otras. También varios artistas de este género han desfilado en varios premios prestigiosos de la Música Latina como los son; Billboard Latinos, Premios Juventud, entre otros.

### El auge del Internet - Internacionalización
Con el auge del Internet, surgió la primera página web dedicada al género urbano en República Dominicana: www.dominicanhiphop.com. Esta iniciativa, liderada por Jimmy Reyes, más conocido como DJ Jimmy para inicios del 2000, se convirtió en el epicentro del movimiento urbano, recopilando una vasta cantidad de información y contenido multimedia (mp3, videos, biografías, fotos, noticias, álbumes, etc.) de la época. Además, contaba con un foro que permitía a los usuarios interactuar y estar en contacto directo con los artistas emergentes y de la vieja escuela. También fomentamos la historia del hip hop dominicano, manteniendo el legado y el respeto de los pioneros del género, asegurando que sus nombres resalten a la hora de hablar del hip hop en nuestro país.
Uno de los eventos más icónicos de este periodo fueron las legendarias fiestas llamadas La Juntiña, donde se reunía toda la comunidad para disfrutar de presentaciones en vivo de los artistas del momento. La música, a cargo de DJ Jimmy, era exclusivamente rap local. En la tercera edición de La Juntiña, el evento contó con la participación del puertorriqueño Low Q y su esposa como presentadores.
La plataforma también lanzó la primera emisora online dedicada al rap local 24/7, Radio Frecuencia Subterránea, gestionada por Low Q y DJ Jimmy como panelista. En esta emisora se debatían los acontecimientos más relevantes del género en ese momento, consolidando aún más la escena del hip hop dominicano.
DominicanHipHop.com marcó un antes y un después para el género, impulsando su popularidad y atrayendo a miles de usuarios que se unían diariamente. Gracias a esta plataforma, el hip hop dominicano ganó presencia no solo localmente, sino también a nivel internacional, estableciendo comunidades en Europa, Estados Unidos y América Latina. Cada tarde, DominicanHipHop.com se convirtió en un punto de encuentro obligatorio para los aficionados del género.
El éxito de la plataforma atrajo la atención de empresarios e inversores, lo que resultó en la firma de contratos con artistas locales destacados. Uno de los hitos más significativos fue la firma de Top Dollar a Lapiz Conciente, uno de los artistas más prominentes de la época. Además, los artistas locales comenzaron a recibir nominaciones en premios tanto nacionales como internacionales.
Gracias a estos esfuerzos, el hip hop dominicano se consolidó como un movimiento cultural significativo, influenciando y conectando a diversas comunidades alrededor del mundo.

## Polémicas y controversias
En los últimos años el género urbano de la República Dominicana ha causado polémicas y controversias (especialmente el rap y el dembow), donde han recibido un sin números de críticas por la prensa dominicana, distintos dirigentes políticos y líderes religiosos a base de las temáticas de algunos raperos y artista urbanos, ya que muchos se dedican a promover la violencia, consumo de drogas, sicariato, sexo y el uso de lenguaje inadecuado. Esto ha llevado que a que muchos activistas dominicanos junto a la prensa creen campañas para fomentar el adecentamiento y suprimir de las expresiones vulgares. Algunos artistas han apoyado las distintas campañas y han aceptado mejoras sus letras y contenido musical, pero otros lo han rechazado. Estos han hechos que varios artistas urbanos racionen y se defiendan, lo que ha provocado polémicas entre críticos y artistas urbanos.

## Escuelas de baile
Núcleo Extremo Compañía de Danza es la primera y única compañía de danza, en impartir la cultura del hip hop, creada por sus directores: Laribel Olivero y Jonathan Castillo, en 2008 tras ganar el famoso concurso de 4 en 4 del programa Mas Roberto, cuenta con más de 500 estudiantes y 25 maestros para la enseñanza de dicha cultura, han asistido 4 veces a la competencia más famosa del mundo de hip hop; (Hip Hop International) donde han sido galardonados como el primer país de latinoamericana en obtener un lugar tan cerca del primero. Este año participaron, ocuparon el #16 de la lista, llegaron a las semis-finales y representaron el país con 10 grupos divididos en 4 categorías.
No obstante, esta escuela cuenta con la capacidad de enseñar a niños, adolescentes y adultos la cultura. También quiere que en nuestro país se reconozca como el ballet, el folclore y otras disciplinas, para poder impulsarlo más en este país porque hay y existen personas muy talentosas.